# 8474 Реттіґ
8474 Реттіґ (8474 Rettig) — астероїд головного поясу, відкритий 15 квітня 1985 року.
Тіссеранів параметр щодо Юпітера — 3,621.